# Малл-оф-Кинтайр
Малл-оф-Кинта́йр (англ. Mull of Kintyre от гэльск. Maol Chinn Tìre) — мыс, юго-западная оконечность полуострова Кинтайр. Расположен на юго-западе Шотландии в области Аргайл и Бьют, является ближайшей точкой острова Великобритания к острову Ирландия. В 1977 году получил известность благодаря песне «Mull of Kintyre» в исполнении Пола Маккартни и группы Wings.

## Этимология
Название Mull of Kintyre (рус. Малл-оф-Кинтайр) — англизация гэльского названия этой местности Maol Chinn Tìre ([mɯːlˠ̪ çiɲˈtʲʰiːɾʲə]).
Mull как географический термин в юго-западной Шотландии обычно обозначает мысы (например, нем. Mull of Oa, нем. Mull of Galloway) и происходит от шотландского гэльского Maol — мыс, выступающая скала, вершина холма не поросшая деревьями, и также плешивость или неприкрытость. Kintyre — название самого полуострова и обозначает «вершина земли».

## История
2 июня 1994 года при невыясненных обстоятельствах на острове разбился вертолёт Chinook HC.2 королевских ВВС Великобритании, врезавшийся в гору. Погибли 29 человек: 25 пассажиров и 4 члена экипажа. Предварительное расследование постановило, что виновниками аварии стали пилоты, не выполнившие указания навигатора, однако под давлением родственников погибших и общественности комиссия по расследованию в 2011 году вынуждена была признать экипаж невиновным.